# The Chemical History of a Candle

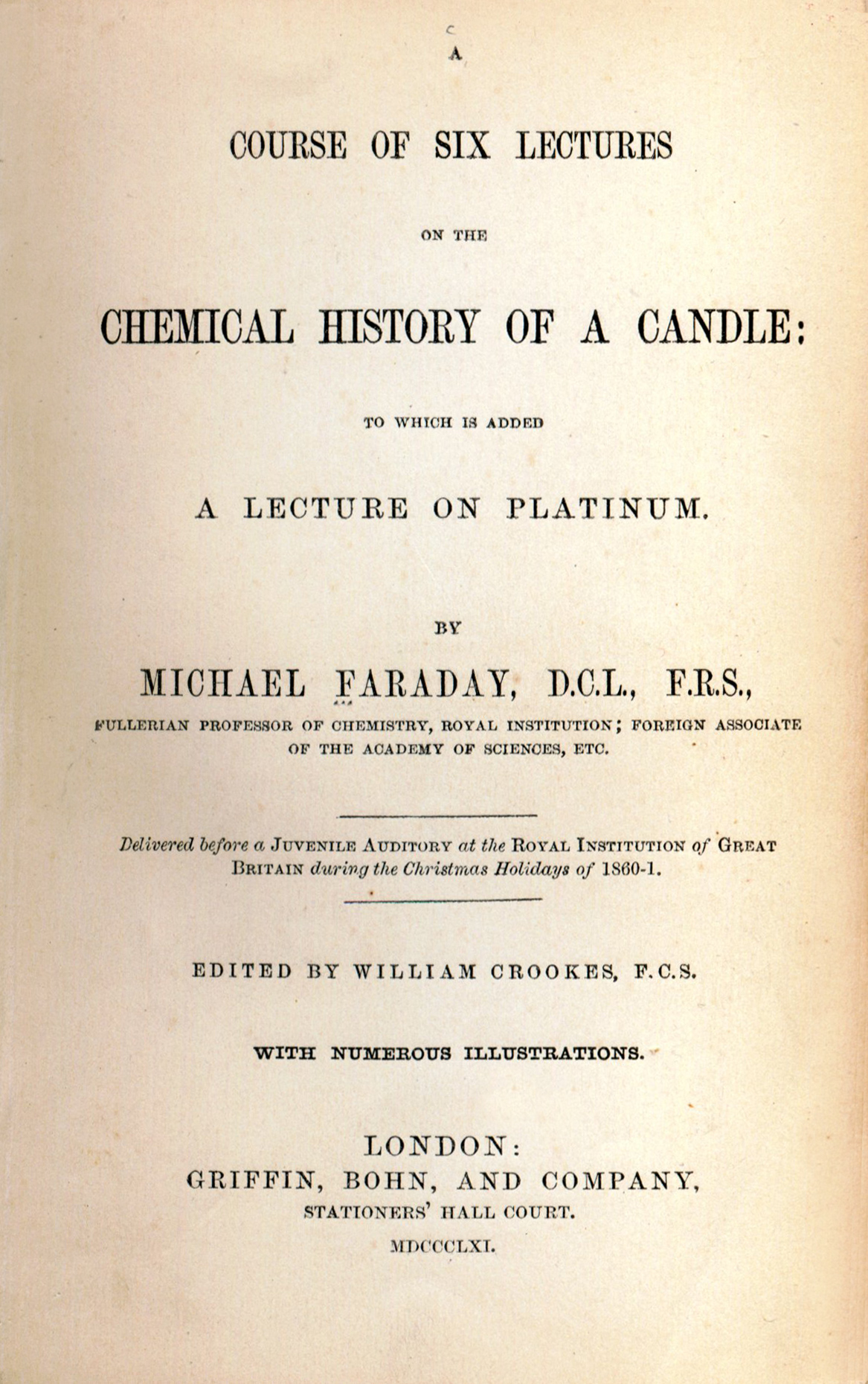
Página título da primeira edição

The Chemical History of a Candle foi o título de uma série de seis palestras sobre a química e a física das chamas, preferidas por Michael Faraday na Royal Institution em 1848, como parte da série Royal Institution Christmas Lectures fundada por Faraday em 1870 e ainda apresentada todos os anos.
As palestras descreveram as diferentes zonas de combustão na chama da vela e a presença de partículas de carbono na zona luminescente. As demonstrações incluíram a produção e o exame das propriedades dos gases hidrogênio, oxigênio, nitrogênio e dióxido de carbono. Uma célula de eletrólise é demonstrada, primeiro na eletrodeposição de condutores de platina por cobre dissolvido, depois na produção de gases hidrogênio e oxigênio e sua recombinação para formar água. As propriedades da própria água são estudadas, incluindo sua expansão durante o congelamento (vasos de ferro são rompidos por essa expansão), e o volume relativo de vapor produzido quando a água é vaporizada. São demonstradas técnicas para pesar gases em uma balança. A pressão atmosférica é descrita e seus efeitos demonstrados.
Faraday enfatiza que várias das demonstrações e experimentos realizados nas palestras podem ser realizados por crianças "em casa", e faz diversos comentários a respeito da devida atenção à segurança.
As palestras foram impressas pela primeira vez como um livro em 1861.
Em 2016 William Hammack publicou uma série de vídeos das palestras, complementada por comentários e um livro complementar. As ideias de Faraday ainda são usadas como base para o ensino aberto sobre energia nas escolas primárias e secundárias modernas.

## Conteúdo das seis palestras
- Lecture 1: A Candle: The Flame - Its Sources - Structure - Mobility - Brightness
- Lecture 2: Brightness of the Flame - Air necessary for Combustion - Production of Water
- Lecture 3: Products: Water from the Combustion - Nature of Water - A Compound - Hydrogen
- Lecture 4: Hydrogen in the Candle - Burns into Water - The Other Part of Water - Oxygen
- Lecture 5: Oxygen present in the Air - Nature of the Atmosphere - Its Properties - Other Products from the Candle - Carbonic Acid - Its Properties
- Lecture 6: Carbon or Charcoal - Coal Gas Respiration and its Analogy to the Burning of a Candle - Conclusion